# Могилёв-Подольская швейная фабрика
Могилёв-Подольская швейная фабрика — предприятие швейной промышленности в городе Могилёв-Подольский Могилёв-Подольского района Винницкой области Украины.

## История
Фабрика была построена в соответствии с первым пятилетним планом развития народного хозяйства СССР.
После начала Великой Отечественной войны с 23 июня 1941 года начались воздушные бомбардировки города. 
4 июля советские войска отступили на левый берег Днестра, 7 июля 1941 года начались бои за Могилёв-Подольский. 19 июля 1941 года он был оккупирован немецко-румынскими войсками и включён в состав Румынии. 19 марта 1944 года город был освобождён советскими войсками.
В период немецко-румынской оккупации фабрика была разграблена и разрушена, но в соответствии с четвёртым пятилетним планом восстановления и развития народного хозяйства СССР она была восстановлена и в конце 1940-х годов возобновила работу. В годы пятой пятилетки (1951 - 1955 гг.) швейная фабрика увеличила производственные мощности и значительно расширила ассортимент выпускаемой продукции. 
В 1969 году промышленные предприятия города были подключены к единой энергосистеме СССР. Кроме того, в ходе восьмой пятилетки (1966 - 1970 гг.) фабрика была реконструирована и оснащена новым оборудованием.
В целом, в советское время швейная фабрика входила в число ведущих предприятий города.
После провозглашения независимости Украины фабрика перешла в ведение государственного комитета лёгкой и текстильной промышленности Украины. 
В мае 1995 года Кабинет министров Украины утвердил решение о приватизации фабрики. В дальнейшем государственное предприятие было преобразовано в открытое акционерное общество.

## Деятельность
Предприятие специализируется на производстве верхней мужской и женской одежды, которая продаётся под торговой маркой "Аліса".